# Poemas (Agatha Christie)
Poemas (en inglés: Poems) es el segundo de dos libros de poemas escritos por la novelista de crimen y misterio Agatha Christie, siendo el primero El camino de los sueños.  Fue publicado en octubre de 1973, al mismo tiempo que su novela La puerta del destino, su último trabajo escrito.
El libro está dividido en dos volúmenes. El primero, titulado Volume I, ocupa más de la mitad del libro,  y su contenido no es otro que los poemas de El camino de los sueños, sin embargo hay algunas diferencias entre las dos ediciones. Ellas son:
- Pierrot Grown Old, que en 1925 aparece como último poema del libro, en 1973 aparece dentro de la secuencia titulada A Masque From Italy, entre los versos The Last Song of Columbine y Epilogue: Spoken by Punchinello.
- Islot of Brittany, que aparece entre los versos The Bells of Brittany and Dark Sheila en la secuencia titulada Ballads en 1973, no aparece en el libro de 1925.
- Beatrice Passes, que en 1925 aparece entre los versos The Road of Dreams y Heritage en la secuencia Dreams and Fantasies, en la versión de 1973 aparece dentro de Volume II.
- A Palm Tree in Egypt de la secuencia Other Poems de 1925, es retitulado como A Palm of Tree in the Desert en 1973.
- In a Dispensary, uno de los poemas más citados escritos por Christie, el cual en 1925 aparece entre los versos Easter, 1918 y To a Beautiful Old Lady en la secuencia Other Poems, no fue reeditado en la versión de 1973.

El resto del libro, titulado Volume II, fue, como su predecesor, dividido en cuatro secciones:
- Things
- Places
- Love Poems and Others
- Verses of Nowadays

Uno de los poemas dentro de la secuencia Love Poems and Others es titulado To M.E.L.M. in Absence. Christie dedicó este poema a su segundo marido Max Mallowan (cuyo nombre completo es Max Edgar Lucien Mallowan). Se desconoce cuándo fue escrito este poema; sin embargo, la única ausencia prolongada que el matrimonio tuvo que sufrir fue durante la Segunda Guerra Mundial, cuando Max fue enviado a Egipto con el Consejo Británico en febrero de 1942, y no pudo regresar a su hogar hasta mayo de 1945. Tanto su autobiografía como su biografía oficial no hacen mención a si este poema fue escrito o no durante este periodo.
Remembrance, otro poema en la misma secuencia, es un poema que trata sobre la pérdida de un ser amado, y fue reimpreso en un pequeño volumen de dieciséis páginas por The Souvienir Press con ilustraciones de Richard Allen.
Al año siguiente, The Souvenir Press publicó otro de los poemas de esta colección, My Flower Garden, de nuevo en un pequeño volumen de dieciséis páginas con ilustraciones de Richard Allen.